# Aggelos Tsiggaras
Aggelos Tsiggaras (in greco Άγγελος Τσιγγάρας?; 24 luglio 1999) è un calciatore greco, centrocampista del Benevento.

## Caratteristiche tecniche
È un mediano che può giocare anche da terzino destro.

## Carriera

### Club
Cresciuto nel settore giovanile del Panaitōlikos, ha esordito in prima squadra il 2 ottobre 2018 disputando l'incontro di Kypello Ellados perso 1-0 contro il Panathīnaïkos.

### Nazionale
Ha giocato nella nazionale greca Under-21.

## Statistiche
Statistiche aggiornate al 3 febbraio 2020.

### Presenze e reti nei club
| Stagione        | Squadra         | Campionato      | Campionato | Campionato | Coppe nazionali | Coppe nazionali | Coppe nazionali | Coppe continentali | Coppe continentali | Coppe continentali | Altre coppe | Altre coppe | Altre coppe | Totale | Totale | Totale |
| Stagione        | Squadra         | Comp            | Pres       | Reti       | Comp            | Pres            | Reti            | Comp               | Pres               | Reti               | Comp        | Pres        | Reti        | Pres   | Reti   |        |
| --------------- | --------------- | --------------- | ---------- | ---------- | --------------- | --------------- | --------------- | ------------------ | ------------------ | ------------------ | ----------- | ----------- | ----------- | ------ | ------ | ------ |
| 2018-2019       | Panaitōlikos    | SL              | 15         | 0          | CG              | 3               | 0               |                    | -                  | -                  |             | -           | -           | 18     | 0      |        |
| 2019-2020       | Panaitōlikos    | SL              | 15         | 0          | CG              | 3               | 0               |                    | -                  | -                  |             | -           | -           | 18     | 0      |        |
| Totale carriera | Totale carriera | Totale carriera | 30         | 0          |                 | 6               | 0               |                    | -                  | -                  |             | -           | -           | 36     | 0      |        |